# Ага-хан, Салима
Салима́ Ага́-ха́н (англ. Salimah Aga Khan), урождённая Сара́ Фрэ́нсис Кро́кер-Пу́л (англ. Sarah Frances Croker Poole; род. 28 января 1940, Нью-Дели) — бывшая жена 49-го исмаилитского имама, Ага-хана IV, работала моделью.
Родилась 28 января 1940 года в Нью-Дели, Британская Индия, в семье офицера Артура Эдварда Крокер-Пула и его жены Джин Маргарет Уотсон.
25 июня 1959 года вышла замуж за лорда Джеймса Чарльза Крайтона-Стюарта. Пара развелась в 1968 году.
В том же году вышла замуж во второй раз за принца Карима Ага-хана IV, 49-го имама исмаилитской низаритской общины. От этого брака родилось трое детей: принц Рахим Ага-хан, ставший впоследствии Ага-ханом V, принц Хусейн Ага-хан и принцесса Захра Ага-хан. В 1993 году развелась во второй раз.